# Никулинское (Вологодский район)
Никулинское — деревня в Вологодском районе Вологодской области.
Входит в состав Новленского сельского поселения.
Расстояние по автодороге до районного центра Вологды — 68 км, до центра муниципального образования Новленского — 8 км. Ближайшие населённые пункты — Шолохово, Чашково, Прокино, Тимофеево, Тарасово, Павшино, Княжево.
По переписи 2002 года население — 4 человека.
В деревне родился Герой Советского Союза лётчик-истребитель Каберов, Игорь Александрович (1917—1995).